# せっそう病
せっそう病（せっそうびょう、英:furunculosis）とはAeromonas salmonicida（エロモナス・サルモニシダ）感染を原因とする魚類の感染症。

## 解説
ドイツにおいて EMMERISCH and WEIBEL(1890)によって最初に記載されたサケ科魚類の細菌性疾病。

## 原因病原体
Aeromonas salmonicidaにはAeromonas salmonicida subsp. salmonicida、Aeromonas salmonicida subsp. achromogenes、Aeromonas salmonicida subsp. masoucidaの3亜種が存在する。

## 病理
外見上の異常を認めない場合でも原因菌に感染している事がある。症状として体表に直径数mmから数cmのせっそう、体表黒化、各鰭基部の発赤、肛門の発赤、腸管の炎症、諸臓器の発赤が認められる。
サケ科魚類だけで無く、海面養殖のクロソイやムシガレイ、ウナギなど多くの魚種からの検出事例が報告されている。
食塩浴が有効であることがある。
なお、この疾病で認められるせっそうは人間を対象とした医学分野でのせっそうとは病理学的に異なる。